# Neue Bach-Ausgabe
La Neue Bach-Ausgabe (NBA, en anglais : New Bach Edition, en français : Nouvelle Édition Bach) est la seconde édition intégrale de la musique de Johann Sebastian Bach, publiée par Bärenreiter. Le nom complet est Johann Sebastian Bach: Neue Ausgabe sämtlicher Werke (Johann Sebastian Bach: Nouvelle Édition de l'œuvre intégrale). Il s'agit d'une édition historico-critique (historisch-kritische Ausgabe) de toutes les œuvres de Bach par le Johann-Sebastian-Bach-Institut Göttingen et le Bach-Archiv Leipzig. Elle succède à la première édition complète de la musique de Bach, publiée dans la seconde moitié du XIXe siècle par la Bach Gesellschaft.

## Contenu
L'édition contient huit séries de 96 Notenbände (volumes de musique), plus des Kritische Berichte (appareils critiques) et des Supplementbände (volumes supplémentaires):
I. Cantates (46 volumes)
II. Messes, Passions, Oratorios (9 volumes)
III. Motets, Chorals, Lieder (4 volumes)
IV. Œuvres pour orgue (11 volumes)
V. Œuvres pour le clavier et le luth (14 volumes)
VI. Musique de chambre (5 volumes)
VII. Œuvres pour orchestre (7 volumes)
VIII. Canons, L'Offrande musicale, L'Art de la fugue (2 volumes)
IX. Addenda (approximativement 7 volumes)
Supplément, Documents Bach (9 volumes)
Chaque volume de musique contient une préface et une sélection de fac-similés des sources. Pour chaque volume, un appareil critique séparé décrit toutes les sources de l'œuvre et leur interdépendance, présente toute information associée à l'histoire de la composition et discute des différentes éditions. Les fragments de compositions sont publiés également avec les œuvres complètes.

## Historique
Les célébrations en 1950 du bicentenaire de la disparition de Bach qui se sont tenues à Göttingen et Leipzig, ont conduit à l'idée de publier l'intégrale de l'œuvre dans une édition critique et scientifique. Des musicologues tels que Friedrich Blume (de), Max Schneider, Friedrich Smend et Heinrich Besseler (en), et des sponsors tels que Bernhard Sprengel (en) et Otto Benecke ont rendu le projet possible, avec le soutien de l'éditeur Karl Vötterle (en).
La Neue Bachgesellschaft a recommandé de poursuivre le projet en associant les musicologues de Göttingen, alors en Allemagne de l'Ouest, et de Leipzig, alors en Allemagne de l'Est, car l'héritage culturel commun était indivisible. La Bach-Archiv Leipzig et le Johann-Sebastian-Bach-Institut Göttingen ont collaboré, leurs directeurs Werner Neumann et Alfred Dürr ont fait de la nouvelle édition le projet de leur vie. En 1951 les éditions Bärenreiter à Cassel ont été choisies par le Gouvernement Fédéral; en 1954, le nouveau Deutscher Verlag für Musik à Leipzig est devenu un partenaire de la publication jusqu'à la réunification de l'Allemagne.
Initialement, la durée de l'édition a été estimée à 15 à 20 ans, mais le travail scientifique sur les sources a réclamé beaucoup plus de temps que prévu. Les premiers volumes sont apparus en 1954. L'édition a été achevée en juin 2007,,.

## Intérêt
La Neue Bach-Ausgabe présente une version fiable de la musique de Bach pour les chercheurs et les interprètes. Ses strictes méthodes de philologie sont exemplaires pour les éditions critiques scientifiques dans la seconde moitié du XXe siècle.
Au cours de la préparation de la NBA, des compositions perdues sont retrouvées alors que certaines compositions connues s'avèrent ne pas être des œuvres de Bach. L'examen des sources permet de corriger la chronologie de ses compositions,.

## Révisions
En février 2010, la Bach-Archiv Leipzig et l'éditeur ont annoncé une révision de certains volumes, pour y inclure de nouvelles sources et découvertes. 15 volumes supplémentaires sont prévus, dont la Messe en si mineur, certaines cantates de Weimar, la Passion selon saint Jean, les motets, les sonates pour violon, les Suites pour violoncelle seul et d'autres.

## Récompenses
En 2001, l'Association Allemande des Éditeurs de Musique (Deutscher Musikverlegerverband) a attribué un prix spécial à la Neue Bach-Ausgabe pour récompenser l'achèvement de ce travail d'édition.